# Staurois nubilus
Staurois nubilus é uma espécie de anfíbio anuros da família Ranidae. Está presente nas Filipinas. A UICN classificou-a como pouco preocupante.